# Сукачі (річка)
Сукачі — річка у Камінь-Каширському районі Волинської області, права притока Турії (басейн Дніпра).

## Опис
Довжина річки 13  км.,  похил річки — 0,78 м/км. Формується з багатьох безіменних струмків. Площа басейну 89,8 км².

## Розташування
Бере  початок у лісовому масиві в урочищі Липники на  північно-східній стороні від села Сошичне. Тече переважно на південний захід і біля села Запруддя впадає у річку Турію, праву притоку Прип'яті.